# Florbela Oliveira
Florbela Oliveira, igualmente conhecida como Florbela de Oliveira, é uma actriz, encenadora, formadora de expressão dramática e escritora portuguesa.

## Biografia

### Nascimento e formação
Florbela Oliveira nasceu em Campolide, filha do escritor Flório José de Oliveira, do qual herdou uma inclinação para as artes.
´
Em 1993 frequentou o curso de Técnicas de Marketing, e no ano seguinte o curso de Gestão de Conflitos, ambos da Sensiq. Entre 1995 e 1997 foi aluna no curso de teatro, nas Oficinas de Teatro de Lisboa, e de 1996 a 1997 esteve no curso de Gestão de Recursos Humanos da Sensiq. Entre 1997 e 1999 participou numa iniciativa de formação de actores, do Instituto de Artes do Espectáculo, tendo neste último ano frequentado o curso de Interpretação para TV e Cinema, e o curso de Método no Actor’s Studio. Em 2000 participou num programa para ensino de formadores.

### Carreira
Esteve presente num anúncio para a imprensa, e esteve em muppys por Lisboa do programa da TVI, Levem tudo menos a casa.[carece de fontes?] Fez cerca de cinco anúncios para a televisão.
Também exerceu durante vários anos como formadora de artes dramáticas e de encenação, incluindo para as Juntas de Freguesia de São Domingos de Benfica e da Lapa. Em 2006, integrou o júri do CineEco - Festival Internacional de Cinema e Vídeo de Ambiente da Serra da Estrela.
Em 2016[carece de fontes?] ingressou na Ordem dos Médicos como formadora, tendo perdido o seu emprego naquela entidade no âmbito da Epidemia de Covid-19. Desempenhou aquela profissão igualmente no Grupo Desportivo Fidelidade.[carece de fontes?] Também exerceu como professora de arte dramática, e escreveu várias obras, incluindo dois livros de poesia: As Nuvens de um Passado, de 2013, e Amo-te mais tarde, de 2014.

#### Encenações e interpretações
Tem uma extensa colaboração na área do teatro, como encenadora e actriz, tendo por exemplo actuado no monólogo A Voz Humana em 2002, encenado por João Ricardo. Escreveu e encenou diversas peças de teatro, como Se eu for Azul, Algumas Vezes foi Tarde Demais, Aqui jaz o Tempo, Um Grito no Vazio, O Trapézio na Arte do Music Hall com o seu filho e Os 10 Mandamentos depois de Cristo, com o actor João de Albuquerque.[carece de fontes?] Em 2000 encenou a peça Reflexos no Auditório Prof. Miller Guerra, da Região do Sul da Ordem dos Médicos. Em 2016 foi autora e encenadora da peça musical Bocage nos Lábios de Uma Mulher, no Cineteatro S. João, em Palmela, onde se prestou homenagem ao poeta Manuel Maria Barbosa du Bocage. Em 2020 também foi autora e encenadora da peça “A Máscara da Minha Adolescência”, no Teatro Bocage, em Arroios, onde se prestou tributo aos profissionais de saúde que lutaram contra a pandemia.
Encenou as seguintes peças:
- O dia seguinte (Teatro D. João V,[5] e Teatro da Comuna, 1999)[2]
- Reflexos (Auditório Prof. Miller Guerra, 2000)[10]
- O fim da última página (Teatro da Trindade, 2000)[2]
- A Casa de Bernarda Alba (IPJ, 2000)[2]
- A Casa de Bernarda Alba (Teatro Carlos Paredes, 2001)[2]
- Delírios de Florbela Espanca (Padrão dos Descobrimentos, 2001)[2]
- Aqui jaz o tempo (IPJ, 2001)[2]
- Algumas vezes foi tarde demais (IPJ e Teatro Carlos Paredes, 2001)[2]
- Os Malefícios do Tabaco (IPJ, 2002)[2][14]
- Um grito no vazio (IPJ, 2003)[2]
- A Encenação (Teatro Malaposta, 2002)[2]
- Se eu for azul (Teatro Ibérico, 2002)[9]
- A vizinha do lado - (IPJ e teatro Lurdes Norberto, 2003)[2]
- O Sótão (IPJ, 2004)[2]
- O Trapézio na Arte do Music Hall (Junta de Freguesia de São Domingos de Benfica, 2007)[2]
- Os 10 Mandamentos depois de Cristo (Teatro Ibérico, 2008)[2]
- Eu tive um sonho. E tu também? (Teatro Ibérico, 2009)[2]
- Os Malefícios do Tabaco (Sociedade Musical Ordem e Progresso, 2009[15] e 2010)[2]
- O Diário de uma Adolescente (2011)[2]
- As Divas das Compras (2012)[2]
- Sou eu, a Cinderela (Pavilhão Municipal do Alto do Moinho, Corroios, 2012[2] e 2013)[16]
- Susana no Mundo dos Fantoches (Auditório Carlos Paredes, 2015)[17]
- Bocage nos Lábios de Uma Mulher (2015[2] e 2016)[11]
- Pop Music (2017)[2]
- Retalhos (OMS)[2]
- Voz Humana (2017)[2]
- Mulheres à Beira do Precipício (LX Factory, 2019[2] e 2020)[18]
- O Fim na Última Página[5]
- A Máscara da Minha Adolescência (Teatro Bocage, 2020)[12]

Como actriz em teatro fez:
- Os Saltibancos (Padrão dos Descobrimentos, 1995)[2]
- A Carta ao menino que não nasceu (1996)[2]
- A Casa de Bernarda alba (Teatro Ibérico, 1996)[2]
- O gato com a corda no pescoço[5] (1993)
- Algumas vezes foi tarde demais (teatro Carlos Paredes e IPJ, 2001)[2]
- A voz humana (Teatro da Trindade, 2002)[2]
- L.S.D - Beatles - (Teatro da Trindade, 2004)[2]
- O Corvo - (Teatro Ibérico, 2008)[19]
- Diabólica (2015)[2]
- Relação abusiva (2020)[18]

#### Televisão
- Participação especial em Os Trapalhões em Portugal, SIC 1995[2]
- Elenco adicional, Clara em Os Lobos, RTP 1998[2]
- Elenco adicional em Diário de Maria, RTP 1998[2]
- Elenco secundário em A Lenda da Garça, RTP 1999[2]
- Elenco Secundário em Médico de Família, SIC 1999[2]
- Participação especial em Jornalistas, SIC 2000[2]
- Participação especial em O Espírito da Lei, SIC 2001[2]
- Elenco adicional, Carla em Nunca Digas Adeus,[5] TVI 2001
- Elenco secundário em Cuidado com as Aparências, SIC 2001[2]
- Elenco secundário em Super Pai, TVI 2002[2]
- Elenco adicional, Jornalista da RTP em Lusitana Paixão, RTP 2002[2]
- Elenco adicional em Morangos com Açúcar II:Férias de Verão, TVI 2005[2]
- Elenco adicional, Filomena em Mundo Meu, TVI 2005[2]
- Elenco secundário, Enfermeira Maria em Dei-te Quase Tudo, TVI 2006[2]
- Elenco adicional em Deixa-me Amar, TVI 2008[2]
- Elenco adicional, Becas em Rebelde Way, SIC 2008[2]
- Participação especial em Cenas do Casamento, SIC 2009[2]
- Participação especial em Laços de Sangue, SIC 2010[2]
- Jogo duplo, TVI[2]
- Pequenos e Terríveis, SIC[5]

#### Cinema
- Rainha Margot[5]
- A Casa dos Espíritos[5]